# Antonio de Yepes
Antonio de Yepes Torres (Valladolid, c. 1552 - ibid. 30 de octubre de 1618) fue un monje benedictino español, cronista e historiador que firmaba en latín como Antonius (de) Yepes.

## Biografía
Era hijo único de Francisco de Yepes casado con Ana de Torres, ambos vecinos de Valladolid.
El 19 de enero de 1570 toma el hábito benedictino en el Monasterio de San Benito el Real de Valladolid, profesando al año siguiente. En 1571 estudia Teología en el Monasterio de San Zoilo en Carrión de los Condes. En esta ciudad estuvo de predicador desde 1583 al igual que predicó en el Monasterio de Santa María la Real de Nájera.
En 1589 fue elegido abad de San Vicente de Oviedo y tres años más tarde, 1592, de San Juan de Corias. Durante estos seis años se dedicó a investigar y tomar notas consultando los archivos de Asturias. En el capítulo de 1595 se le eligió definidor teniendo ya entonces bastante material para elaborar su crónica sobre la orden benedictina durante 1595 y 1607. Consideró lugar oportuno la Universidad Real de Irache para obtener un grado de maestro y como lugar obtener financiación y donde imprimir su obra. Consiguió 500 ducados iniciales y una gracia de la congregación para procurarle otros 200 ducados por año. Aquí vivió hasta 1610 en que fue nombrado abad de San Benito de Valladolid.
En 1613 es nombrado definidor mayor y primer juez de agravios quedándose en Valladolid donde terminó de imprimir el resto de volúmenes de su obra. En mayo de 1617 es reelegido abad de Valladolid ocupando el cargo hasta su muerte. Durante esta etapa final de abadiato levantó la capilla de Fuensaldaña y un seminario para niños. También logró en 1618 imprimir el séptimo tomo de su obra.
Cuando murió fue enterrado en el claustro de este monasterio, a poca distancia de la iglesia. Sobre su lápida se grabó en latín su epitafio junto a los símbolos de su cargo mediante el báculo, la mitra, el bonete de maestro y los libros alusivos a su papel de cronista benedictino.

## Obra
Es autor de una crónica general de la Orden de San Benito en siete volúmenes titulada:
- Crónica general de la Orden de San Benito (Irache - Pamplona -Valladolid, 1609-1621).[2] Los dos primeros tomos fueron impresos por Matías Mares[3] en 1596.[4] Esta importante colección, que se extiende sólo hasta el siglo XII, fue traducida al latín, en forma abreviada, por Gabriel Bucelin, y al francés, en su totalidad, por Martin Rethelois (1647-1684).[5] Contó con la colaboración de numerosas personas como, por ejemplo, el monje cisterciense de Leyre, Benito Ozta que redactó las noticias que sobre este monasterio insertó Yepes en su crónica.[6] Para la impresión de los tres primeros volúmenes encontró Yepes el apoyo de Manuel Anglés, benedictino que fue abad de Irache (1607-1610) y de Santo Domingo de Silos (1621-1625).[7] Los dos primeros tomos se imprimieron en Irache, el tercero en Pamplona, mientras que los últimos los fueron en Valladolid.

Se le atribuyen otras dos:
- Catálogo de los que han escrito en la Orden de San Benito por la Inmaculada Concepción, según atribución realizada por Pedro Alba.
- El Itinerario, según atribución de autoría realizada por Nicolás Antonio, contando Yepes en esta obra sus distintos viajes por España.